# Leptopterus chabert
Il vanga di Chabert (Leptopterus chabert (Statius Müller, 1776)) è un uccello della famiglia Vangidae, endemico del Madagascar. È l'unica specie del genere Leptopterus.